# Paradise (Teksas)
Paradise – miasto w Stanach Zjednoczonych, w stanie Teksas, w hrabstwie Wise. Według spisu ludności z roku 2000, w Paradise mieszka 459 mieszkańców.